# 山丘 (李宗盛歌曲)
山丘，是李宗盛的首張單曲，由相信音樂於2013年10月2日發行。2013年7月5日山丘在網路首先曝光，其MV于8月13日上傳至相信音樂Youtube頻道。
2014年，共入圍第25屆金曲獎作詞、作曲、年度歌曲、單曲製作人和專輯包裝五個獎項，最終獲得年度歌曲，作詞和專輯包裝三項大獎。

## 曲目
| 曲序 | 曲名 | 作曲   | 填词   | 編曲           | 制作人 | 时长 |
| 01   | 山丘 | 李宗盛 | 李宗盛 | 李宗盛、周国仪 | 李宗盛 | 6:46 |

## 獎項
| 獎項                     | 類別     | 提名 | 結果 |
| ------------------------ | -------- | ---- | ---- |
| 第25屆金曲獎             |          |      |      |
| 最佳年度歌曲獎           | 《山丘》 | 獲獎 |      |
| 最佳作詞人獎             | 李宗盛   | 獲獎 |      |
| 最佳作曲人獎             | 李宗盛   | 提名 |      |
| 最佳單曲製作人獎         | 李宗盛   | 提名 |      |
| 最佳專輯包裝獎           | 聶永真   | 獲獎 |      |
| 第十四屆音樂風雲榜       |          |      |      |
| 最佳作詞人獎             | 李宗盛   | 獲獎 |      |
| 最佳作曲人獎             | 李宗盛   | 獲獎 |      |
| 最佳歌曲製作人獎         | 李宗盛   | 獲獎 |      |
| 第十四屆華語音樂傳媒大獎 |          |      |      |
| 年度國語歌曲             | 《山丘》 | 獲獎 |      |
| 最佳作詞人               | 李宗盛   | 獲獎 |      |
| 最佳作曲人               | 李宗盛   | 獲獎 |      |